# Zoelmond
Zoelmond (51° 57′ N, 5° 19′ L) é uma cidade dos Países Baixos, na província de Guéldria. Zoelmond pertence ao município de Buren, e está situada a 10 km, a noroeste de Tiel.
Em 2001, a cidade de Zoelmond tinha 464 habitantes. A área urbana da cidade é de 0.15 km², e tem 178 residências.
A área de Zoelmond, que também inclui as partes periféricas da cidade, bem como a zona rural circundante, tem uma população estimada em 550 habitantes.